# 原水蝎螈
原水蝎螈（學名：Proterogyrinus）是一種并椎目动物，用肺呼吸。牠們像如西蒙螈等的爬行形類，可以離水更遠。其學名是希臘文的「早期的蝌蚪」或「早期的流浪者」。

## 特徵
原水蝎螈生存於3億3100萬至3億2300萬年前的石炭紀时期。
原水蝎螈的體型很大，約長2.5米，與其他史前的兩棲類及爬行形類有相似的體型。非常適合生活在沼澤環境。牠們是頂尖的掠食者，可以在陸地及水中覓食。其顎部強壯，且有銳利的牙齒，可以處理較大型的獵物，如魚類、節肢動物、其他爬行類及兩棲類。
大部份石炭紀的兩棲類都是游泳能手，在河流、湖泊及低地森林沼澤可以快速的移動，在陸地上也能行走。原水蝎螈等爬行形類可以走到更入的森林中。牠們可以逃離如掠食性魚類等天敵的追捕。

## 化石紀錄
原水蝎螈的化石很稀有，最完整的也只有70%。

## 大眾文化
原水蝎螈曾出現在BBC製作的電視節目《與巨獸共舞》。其行動尤如今天的鱷魚，埋伏在岸邊等待獵物。